# Durban City Football Club
Il Durban City Football Club è una società calcistica con sede nella città di Durban, in Sudafrica. Milita in Premier Division, la massima serie del campionato sudafricano.

## Storia
Fondato nel 1979 come Maritzburg United Football Club, la squadra ha militato per diversi anni nella Federation Professional League.
Dopo una breve parentesi della famiglia Kadodia alla presidenza del club, la società fu rilevata da Farook Kadodia e il fratello Imraan nel 1997, con la visione di creare una società militante nelle leghe professionistiche del paese.
Nel 2004, per la stagione in seconda divisione, il club ha ingaggiato l'allenatore sudafricano Trott Mloto, precedente tecnico della nazionale sudafricana. 
Sotto la guida di Motolo, il club ha conquistato la promozione in massima serie e raggiunto le semifinali della Coppa del Sudafrica, tuttavia ha subito nuovamente la retrocessione la stagione successiva.
Nel 2005, il club acquisice il titolo sportivo del Tembisa Classic Football Club, tornando a militare in prima divisione dopo circa venticinque anni dall'ultima volta.
Nel 2006, la franchigia venne acquistata dal gruppo automobilistico tedesco Volkswagen, che già possedeva il Wolfsburg in Bundesliga. Il Maritzburg United dunque riuscì a conquistare la promozione nella Mvela Golden League nella stagione 2006-2007.
Dopo aver conquistato la promozione in massima serie nella stagione 2007-2008, il club ha mantenuto la categoria per le successive 15 stagioni, terminando per quattro volte tra i primi otto in campionato e ottenendo un prestigioso quarto posto nella stagione 2017-2018.
Nella stagione 2022-2023 hanno subito la retrocessione, dopo aver terminato al quindicesimo posto in campionato e aver perso il girone play-off contro Cape Town Spurs. Nella stagione 2023-2024 hanno concluso al quarto posto nella National First Division.
Il 14 agosto 2024, tramite un comunicato pubblicato sui profili social della squadra, la società ha comunicato il cambio di denominazione a Durban City Football Club e lo spostamento della sede del club da Pietermaritzburg a Durban, dovuti alla mancata concessione dei diritti di utilizzo dello stadio del Comune locale di Msunduzi, che costringeva la società all'utilizzo dello stadio del Royal AM di Durban. Nella stagione 2024-2025, vince il campionato di seconda serie, conquistando la promozione in Premier Division.

## Palmarès

### Competizioni nazionali
- National First Division: 1

2024-2025

### Competizioni interregionali
- National First Division: 1

Coastal Stream 2007-2008

## Organico

### Rosa 2022-2023
Aggiornata al 13 agosto 2022.
| N. |                      | Ruolo | Calciatore                     |
| -- | -------------------- | ----- | ------------------------------ |
| 1  | Sudafrica (bandiera) | P     | Brylon Petersen                |
| 2  | Sudafrica (bandiera) | D     | Bradley Cross                  |
| 4  | Sudafrica (bandiera) | D     | Brian Hlongwa                  |
| 5  | Sudafrica (bandiera) | D     | Bonginkosi Makume              |
| 6  | Sudafrica (bandiera) | C     | Travis Graham                  |
| 7  | Sudafrica (bandiera) | C     | Reagan Van der Ross            |
|    | Sudafrica (bandiera) | C     | Zukile Kewuti                  |
| 9  | Sudafrica (bandiera) | A     | Tawanda Macheke                |
| 10 | Sudafrica (bandiera) | C     | Rowan Human                    |
| 11 | Francia (bandiera)   | A     | Amadou Soukouna                |
| 12 | Sudafrica (bandiera) | C     | Tumelo Njoti                   |
| 13 | Ghana (bandiera)     | A     | Richard Zumah                  |
| 15 | Sudafrica (bandiera) | C     | Phumlani Ntshangase (Capitano) |
| 16 | Sudafrica (bandiera) | D     | Keegan Ritchie                 |
| 17 | Sudafrica (bandiera) | A     | Siboniso Conco                 |
| 18 | Sudafrica (bandiera) | C     | Given Mashikinya               |
|    | Sudafrica (bandiera) | C     | Bongani Sam                    |

| N. |                         | Ruolo | Calciatore        |
| -- | ----------------------- | ----- | ----------------- |
| 20 | Zambia (bandiera)       | A     | Friday Samu       |
| 21 | Sudafrica (bandiera)    | A     | Leletu Skelem     |
| 22 | Sudafrica (bandiera)    | D     | Brandon Theron    |
| 23 | Sudafrica (bandiera)    | D     | Thabo Moloisane   |
| 24 | Sudafrica (bandiera)    | D     | Lungelo Bhengu    |
| 26 | RD del Congo (bandiera) | C     | Karim Kimvuidi    |
| 27 | Sudafrica (bandiera)    | C     | Alfred Ndengane   |
| 28 | Sudafrica (bandiera)    | C     | Genino Palace     |
| 37 | Sudafrica (bandiera)    | D     | Zomakahle Mabi    |
| 30 | Sudafrica (bandiera)    | C     | Tshidiso Monamodi |
| 31 | Sudafrica (bandiera)    | P     | King Ndlovu       |
| 32 | Sudafrica (bandiera)    | P     | Renaldo Leaner    |
| 33 | Sudafrica (bandiera)    | D     | Muzomuhle Ngwane  |
| 35 | Sudafrica (bandiera)    | C     | Lucky Baloyi      |
| 36 | Sudafrica (bandiera)    | D     | Razeen Bennett    |
| 38 | Sudafrica (bandiera)    | D     | Ashley Wyngaard   |
| 45 | Sudafrica (bandiera)    | D     | Wayde Jooste      |